# Michail Gionin
Michail Asenov Gionin (Bulgaars: Михаил Асенов Гионин) (Vratsa, 25 november 1941) was een Bulgaars voetballer. Hij heeft gespeeld bij OFC Kom Berkovitsa, Rodni Krile, PFK Montana, Spartak Sofia, Levski Sofia, Spartak Varna, Akademik Sofia en PFK Montana

## Loopbaan
Gionin maakte zijn debuut in Bulgarije in 1967. Hij heeft 7 wedstrijden gespeeld en hij heeft twee doelpunt gescoord. Hij maakte deel uit van de selectie voor het voetbaltoernooi op de Olympische Zomerspelen 1968, waar Bulgarije een zilveren medaille won.

## Erelijst
- Olympische spelen : 1968 (zilver)